# Erebia durmitorensis
Erebia durmitorensis är en fjärilsart som beskrevs av B.C.S Warren 1932. Erebia durmitorensis ingår i släktet Erebia och familjen praktfjärilar. Inga underarter finns listade i Catalogue of Life.